# Edwards (villa)
Edwards es una villa ubicada en el condado de St. Lawrence en el estado estadounidense de Nueva York. En el año 2000 tenía una población de 465 habitantes y una densidad poblacional de 184 personas por km².

## Geografía
Edwards se encuentra ubicada en las coordenadas 44°19′25″N 75°15′11″O / 44.32361, -75.25306.

## Demografía
Según la Oficina del Censo en 2000 los ingresos medios por hogar en la localidad eran de $30,682, y los ingresos medios por familia eran $35,417. Los hombres tenían unos ingresos medios de $30,938 frente a los $18,889 para las mujeres. La renta per cápita para la localidad era de $11,613. Alrededor del 16.8% de la población estaban por debajo del umbral de pobreza.